# Жумасултанов, Тулеубай Жумасултанович
Тулеубай Жумасултанович Жумасултанов (каз. Төлеубай Жұмасұлтанұлы, 1 декабря 1937, с. Шиели, Мендыкаринский район, Кустанайская область, Казахская ССР) — казахстанский государственный деятель, экономист, профессор. Депутат Верховного Совета Казахской ССР XI созыва.

## Биография
Жумасултанов Тулеубай Жумасултанович родился 1 декабря 1937 года в селе Шиели Мендыкаринского района Кустанайской области Казахской ССР.

### Образование
В 1964 году окончил Алма-Атинский институт народного хозяйства по специальности «бухгалтер-экономист».
В 1980 году окончил Академию народного хозяйства при Совете Министров СССР.

### Трудовая деятельность
Трудовую деятельность начал в 1954 году колхозником. 
В 1954-1956 годах работал электромонтером управления «Уралэлектромонтаж».
В 1956-1958 годах - колхозник совхоза, отборщик Кустанайской базы Казобувьторга.
В 1958-1969 годах - экономист, старший экономист, начальник сектора, начальник отдела, заместитель начальника Кустанайского облстатуправления.
В 1969–1970 годах - инструктор Кустанайского обкома КП Казахстана.
С 1970 по 1980 годы - заместитель, первый заместитель начальника Центрального статистического управления Казахской ССР. 
С 1980 по 1987 год - начальник Центрального статистического управления Казахской ССР. 
С 1987 по 1990 - председатель Государственного комитета Казахской ССР по статистике, с 1990 по 1993 год - председатель Государственного комитета Республики Казахстан по статистике и анализу.  
В 1993–1994 годах - председатель Комитета цен при Министерстве экономики Республики Казахстан. 
В 1994–1996 годах - заместитель председателя Департамента занятости при Министерстве труда Республики Казахстан.
С 1998 года - преподаватель Алматинского института муниципального управления и менеджмента, профессор Центрально-Азиатского университета.

## Научная деятельность
Тулеубай Жумасултанович является автором ряда фундаментальных трудов по демографии, статистике и социально-экономическому развитию Казахстана:
- «Казахстан сегодня» (1998),
- «Население Казахстана с древнейших времен до наших дней» (2000, в соавторстве),
- «Народ Казахстана: современное состояние народонаселения в Республике Казахстан» (2005),
- «Народ Казахстана: современное состояние демографического и социального развития» (2012) ISBN 978-601-06-2147-3,
- «Целине – 60» (2013)

Его работы посвящены комплексному анализу населения страны, изменениям в структуре и тенденциям демографического развития в период до и после обретения независимости Казахстаном.

## Общественная деятельность
Депутат Верховного Совета Казахской ССР XI созыва (1985—1990) от Карл Марксского округа № 502.

## Награды
- Орден «Знак Почёта»,
- Пять медалей, в том числе «За освоение целинных земель» и юбилейной медалью «50 лет Целине»,
- Две Почётные грамоты Верховного Совета Казахской ССР.

## Семья
Жена — Балдырган Ергалиевна Жумасултанова. Имеет двоих сыновей (Нурлан и Талгат) и четверых внуков.